# Аллергия
Аллерги́я (др.-греч. ἄλλος — другой, иной, чужой + ἔργον — действие) — гиперчувствительность организма, развиваемая адаптивной иммунной системой в ответ на неинфекционные вещества окружающей среды, включая неинфекционные компоненты некоторых инфекционных организмов. Аллергия возникает у некоторых людей на обычно безвредные для большинства людей вещества, которые называются аллергенами, а сами аллергические реакции являются ненормальными реакциями иммунной системы на такие вещества. Возникает аллергия при повторных воздействиях аллергена на ранее сенсибилизированный этим аллергеном организм. При этом сенсибилизация не обязательно приводит к возникновению аллергии.
Среди обычных людей и в научных кругах термин «аллергия» в широком смысле слова используется для обозначения любых реакций гиперчувствительности. Несмотря на попытки стандартизации и разграничения терминов «гиперчувствительности» и «аллергии», данные термины всё ещё продолжают использоваться достаточно неточно. В клинических руководствах термин «аллергия» обычно используется в узком смысле — применительно к IgE-опосредованным реакциям гиперчувствительности, в некоторых случаях он применяется к нарушениям с отложенными реакциями или с клеточно-опосредованными. В случаях побочных реакций на еду или лекарства употребление термина может относиться вообще к любой реакции гиперчувствительности. Существуют также рекомендации ограничить употребление термина реакциями гиперчувствительности I типа по отношению к обычно безвредным веществам. В быту же использование термина куда более широкое вплоть до обозначения своего отношения к чему-либо надоедливому или доставляющему неудобства.
Аллергические заболевания в популяции людей встречаются довольно часто и в нарастающем темпе по времени, к примеру в России в начале XXI века в зависимости от региона у 10-35 % населения. На мировом уровне хотя бы одно аллергическое заболевание встречается у 8—10 % людей. Аллергические заболевания бывают и у других животных.
Лучшим способом лечения аллергии является избегание контакта с аллергеном.
Существуют и другие механизмы, схожие с аллергией. Псевдоаллергией называют повышенную чувствительность, которая возникает при первом контакте с агентом, без предварительной сенсибилизации, и является не-IgE-опосредованной, при этом по проявлениям псевдоаллергические реакции очень схожи с аллергическими. Помимо пищевой аллергии существует также пищевая непереносимость, которая обусловлена неиммунологическими реакциями организма. В аутоиммунных заболеваниях, как и в аллергии, также задействована адаптивная иммунная система, но она уже реагирует не на чужеродные, а на свои антигены, атакуя собственные здоровые клетки, что должно предотвращаться защитными механизмами организма, при этом аллергия и аутоиммунитет отличаются типами вовлечённых T-хелперов.

## История
Термин «аллергия» был введён австрийским педиатром и иммунологом Клеменсом Пирке в 1906 году при совместных с Белом Шиком исследованиях сывороточной болезни и реакции на туберкулин (накожная аллергическая реакция Пирке) у вакцинированных осповакциной. В то время его идея о том, что иммунная система, до этого считавшейся только защитной, может также наносить вред организму была революционна и вначале воспринималась с недоверием. На тот момент Шарлем Рише уже был введён набиравший популярность термин «анафилаксия», но рассматриваемая им не как индивидуальная особенность организма, а как присущее виду (схожее определение аллергии было приведено и в Большой советской энциклопедии первого издания). Тогда иммунитет и гиперчувствительность рассматривались как разные проявления одного и того же физиологического процесса, что нашло отражение в источниках начала XX века, когда «аллергия» и «иммунная реакция» рассматривались иногда как синонимы. Первоначальный отчёт о своей теории Пирке был оформлен в 1903 году. В 1911 году им было уточнено, что данный термин им был введён только к патологическим процессам относящимся к иммунологическим реакциям, а именно к тем, в которых участвует комплекс антиген-антитело.
В дальнейшем, до второй половины XX века термином аллергия зачастую подменялось понимание анафилаксии, приписывая её к свойствам иммунитета, а не изменённой иммунной реактивности, а иногда к ней причислялась и идиосинкразия. Подобное употребление термина, нашло отражение и в нарицательном его употреблении широкой публикой для обозначения отрицательного отношения к чему-либо или к кому-либо, вообще не имеющего никакого отношения к его прямому значению.
Иммунологи Филипп Джелл и Робин Кумбс в 1963 году обратили внимание на неточное употребление термина аллергия в то время и предложили классификацию «аллергических реакций, вызывающих повреждение тканей» вместо термина гиперчувствительность, согласно которой выделили 4 типа:
- I тип — анафилактические (реагин-зависимые), опосредованы с IgE и IgG. Открытие в 1968 году иммуноглобулинов E привело к тому, что некоторыми авторами и врачами зачастую термином «аллергия» стал подменяться только этот тип реакций, а также употребляться более короткий и удобновыговариваемый термин «гиперчувствительность» что способствовало очередному запутыванию термина аллергия. В середине 1970-х годов американский исследователь Jack Pepys вообще IgE-опосредованные аллергические реакции назвал «атопической аллергией», вернув тем самым по сути определение Arthur F. Coca от 1923 года, хотя последний отверг его лет 20 до этого, хотя идея была несостоятельной, но имела своих последователей.
- II тип — цитотоксические, опосредованы с IgG и IgM, связывающихся с антигенными детерминантами клеточных мембран.
- III тип — иммунокомплексные (феномен Артюса[англ.]), опосредованы с иммунными комплексами[англ.] с участием IgG, IgM и IgA.
- IV тип — замедленные, опосредованы с сенсибилизированными лимфоцитами.

В 1970-х годах советским и венгерским иммунологами, Адо Андреем Дмитриевичем и Паулем Калло, были внедрены термины «псевдоаллергия» (не связанная с иммунными механизмами) со схожими с аллергией проявлениями и иногда на вещества являющиеся аллергенами, и описан механизм её развития не связанный с образованием комплекса антиген-антитело, а с другими механизмами воздействия веществ их вызывающих на те же тучные клетки и лимфоциты. То есть в итоге развивается, обусловленные высвобождением гистамина, брадикинина и т. д., но другими не иммунологическими патофизиологическими механизмами, та же внешняя клиническая симптоматика и картина, как и при аллергии.
В 2001 году в номенклатурном описании EAACI, а в 2004 году WAO скорректировано описание аллергии, согласно которому под гиперчувствительностью следует понимать симптомы и признаки вызванные определённым раздражителем в дозе, переносимой нормальными людьми. Реакции гиперчувствительности подразделяются на:
- неаллергические — нет доказательства иммунологического механизма развития;
- аллергические — возникновение связано с иммунологическими механизмами, как антитело-опосредованные, так и не связанные с образованием комплекса аллерген-антитело. При этом, аллергия рассматривается как «реакция гиперчувствительности, инициированная специфическими иммунологическими механизмами».

Так, к примеру подразделяются следующие реакции на пищу:
- токсическая реакция;
- нетоксическая реакция:

- иммунологическая (пищевая аллергия):

- IgE-зависимая;
- не IgE-зависимая:

- IgG/IgM-обусловленная;
- T-зависимая (замедленная);

- неиммунологическая (пищевая непереносимость, к примеру лактозы, фруктозы, глютена и т. д.);
- с неизвестным механизмом развития;
- псевдоаллергическая реакция (гиперчувствительность к продуктам не связанная с иммунными механизмами, но с симптоматикой аллергических реакций).

Также, в 2001 году, EAACI рекомендовало использовать термин «неаллергическая анафилаксия» вместо «псевдоаллергическая реакция».
Несмотря на это, некоторыми авторами и врачами продолжает использоваться термин гиперчувствительность по отношению к процессам, обусловленным только иммунологическими механизмами, а аллергия только к нежелательным иммунным реакциям организма.

## Этиология
Эта статья в основном относится к гиперчувствительности, опосредованной иммуноглобулинами E (антителами E, IgE). Для получения информации о других типах гиперчувствительности или аллергических реакций см. Гиперчувствительность.
К аллергии относятся иммунные реакции, при которых в организме некоторых людей и животных вырабатываются антитела (иммуноглобулины E) для специфических белков. Когда эти вещества приводят к гиперчувствительности организма, они называются аллергенами. Следует отличать аллергию от аутоиммунных реакций: аутоиммунный процесс возникает тогда, когда обычные ткани организма оказываются изменены под действием каких-либо повреждающих факторов таким образом, что в белках этих тканей появляются и открываются антигенные детерминанты и происходит повышение чувствительности к приобретённым аутоантигенам.
Первый тип гиперчувствительности характеризуется чрезмерной активацией тучных клеток (мастоцитов) и базофилов иммуноглобулинами E (IgE), переходящей в общий воспалительный ответ, который может привести к различным симптомам: от доброкачественных (насморк, зуд) до опасных для жизни (анафилактический шок).
Аллергия — часто встречающаяся реакция гиперчувствительности. Многочисленные данные свидетельствуют о существовании наследственной предрасположенности к аллергии. Так, родители, страдающие аллергией, подвержены большему риску иметь ребёнка с той же особенностью иммунитета, чем здоровые пары. Однако строгого соответствия гиперчувствительности по отношению к определённым аллергенам между родителями и детьми не наблюдается.

## Патофизиология
Иммунная система организма ответственна за поддержание однородности и индивидуальности генетической и антигенной составляющей каждого организма на клеточном и молекулярном уровнях, по сути за поддержание антигенного гомеостаза. В случае попадания чужеродной (отличной от данного организма) генетической и антигенной информации в организм, она распознаёт её, обезвреживает, разрушает и выводит из организма, одновременно происходит запоминание на клеточном уровне ею этой информации на случай повторного её попадания. Данный процесс происходит в организме постоянно, так как постоянно в неё попадают извне множество экзогенных чужеродных веществ, в первую очередь патогенных, а также образуется в самом организме в процессе размножения клеток и их жизнедеятельности (осколки и части клеток, в том числе погибших в результате апоптоза, синтезированные с дефектами биомолекулы вследствие ошибок считывания и копирования генов (мутации, в среднем возникает около 1 млн на цикл деления всех клеток организма) и т. д.). Подобные агенты, носящие чужеродную информацию и при взаимодействии с которыми запускается механизм иммунной защиты, называются антигенами. Антигены могут формировать иммунологическую толерантность, иммунный ответ, аллергию и соответственно называются толерогенами, иммуногенами, аллергенами. Аллергенами могут выступать белки и гаптены. Кроме иммунокомпетентных клеток иммунной системы, в организме есть ещё физические, химические, иммунобиологические факторы неспецифической защиты: слущивающийся роговой слой эпидермиса, органические кислоты в составе секрета потовых и сальных желёз, фагоциты, система комплемента, лизоцим, интерфероны, кинины, белки острой фазы, мерцательный эпителий, эозинофилы и т. д. Кроме того, иммунная система осуществляет надзор за идиотипами путём выработки антиидиотипических антител.
В некоторых случаях в ходе иммунных реакции происходит патологическое течение иммунной реактивности с повреждением не только чужеродного агента, но и клеточных и неклеточных структур собственного организма с затрагиванием функции большинства тканей, органов, систем организма. В отличие от нормальных иммунных реакции, при аллергических дополнительно происходит:
- направлена также против структур самого организма;
- неадекватная количеству и степени угрозы поступившего антигена гипертрофированная реакция генерализованного характера;
- присоединение, отличных от аллергии неиммунных патологии;
- угнетение адаптивности организма;
- клиническая реакция возникает только при повторном попадании (разрешающий аллерген) аллергена в предварительно сенсибилизированный организм при первом попадании (сенсибилизирующий аллерген). Аллерген характеризуется выработкой на него антител, сенсибилизированных лимфоцитов, медиаторов аллергии.

### Классификация аллергии
Классификация аллергий относительно условна, так как практический в зависимости от аллергена, особенностей организма, сопутствующей патологии наблюдаются и сочетания разных типов аллергий, сочетание аллергии с иммунным ответом, сочетание аллергических реакций с гиперреактивностью неаллергической природы. Практический значимы следующие классификации:
по происхождению аллергена
- на экзогенные аллергены попадающие в организм извне через кожу, органы дыхания, желудочно-кишечный тракт, слизистые глаз, плаценту, парентерально (пища, лекарства, в том числе вакцины, пыльца, органическая и неорганическая пыль, синтетические материалы: пищевая аллергия, инсектная аллергия, лекарственная аллергия и т. д.);
- на эндогенные аллергены образующиеся в самом организме (при денатурации белков, образование ими новых соединений с другими эндогенными или экзогенными молекулами).

по природе сенсибилизирующего и разрешающего аллергенов
- специфическая — оба аллергена одно и то же, возникает в основном числе случаев аллергий;
- неспецифическая — различные аллергены:

- параллергия — оба аллергена не одинаковые, но схожие по структуре;
- гетероаллергия — разрешающий аллерген не является антигеном, но возможно провоцирует образование эндогенных аллергенов (интоксикация, переохлаждение, перегревание, ионизирующее излучение и т. д.). К примеру, холодовая аллергия.

по возникновению антител и сенсибилизированных лимфоцитов на аллерген
- активная — возникают в организме в который попал аллерген;
- пассивная — возникает в организме при переливаниях в него крови или его компонентов от уже сенсибилизированного организма.

по времени возникновения клинических проявлений после контакта с разрешающим аллергеном
- немедленного типа — возникает в течение от момента контакта до нескольких минут (анафилактический шок, аллергический конъюнктивит, аллергический ринит и т. д.), возникают так I—III типа;
- позднего (отсроченного) типа — возникает в течение от нескольких до 6 часов (лейкопения, тромбоцитопения аллергической природы и т. д.);
- замедленного типа — возникает в течение от нескольких часов до нескольких суток (реакция на туберкулин, аллергический контактный дерматит и т. д.), возникает так IV типа.

по патогенезу
- I типа — обычно проявляется как поллиноз, бронхиальная астма (аллергическая форма), аллергические конъюнктивит, гастроэнтероколит, дерматит, анафилактический шок. Схожие патогенез и клиника возникают при псевдоаллергии, к примеру анафилактоидный шок;
- II типа — обычно проявляется как лекарственная цитопения, агранулоцитоз, аллергические нефрит, миокардит, энцефалит, гепатит и т. д.;
- III типа — обычно проявляется в виде генерализованной формы как сывороточная болезнь, или в виде локальных форм как феномен Артюса, мембранозный гломерулонефрит, периартериит, экзогенный аллергический альвеолит;
- IV типа — обычно проявляется как аллергический дерматит, конъюнктивит, инфекционно-аллергических симптомов.

по стадиям развития
- иммуногенная стадия — возникает при первом сенсибилизирующем контакте с аллергеном, клинических проявлений нет, наблюдаются изменения лабораторных показателей (активность ферментов, количество иммуноглобулинов, иммунных клеток и т. д.). Происходящие процессы: иммунокомпетентные клетки детектируют аллерген → антигенпрезентирующие клетки процессируют[англ.] и презентируют антиген лимфоцитам → плазматические клетки синтезируют иммуноглобулины, происходит пролиферация сенсибилизированных лимфоцитов → образуются клетки памяти → иммуноглобулины и сенсибилизированные лимфоциты фиксируются в месте внедрения аллергена или в биологических жидкостях.
- патобиохимическая стадия — возникает при появлении идентичного разрешающего аллергена. Происходящие процессы: образуются комплексы аллергена с антителами к нему или(и) сенсибилизированными лимфоцитами, иногда со включением в комплексы факторов системы комплемента → комплексы фиксируются в местах скопления аллергена и антител → иммунные комплексы вызывают образование, активацию и высвобождение медиаторов аллергии в клетках в местах прикрепления → дальнейшее развитие патологических процессов происходит под воздействием медиаторов аллергии.
- стадия клинических проявлений → развиваются местные (дистрофия, воспаление, нарушение проницаемости сосудов, микроциркуляции, гипоксия, тромбозы, отёки) и общие (дыхательная недостаточность, почечная недостаточность, синдром Дресслера) патологические симптомы и реакции.

### Патогенез
Патогенетические механизмы развития разных типов аллергии:
| Тип | Аллерген | Процессы | Процессы | Процессы | Медиаторы |
| Тип | Аллерген | стадия сенсибилизации | патобиохимическая стадия | патофизиологическая стадия | Медиаторы |
| --- | --- | --- | --- | --- | --- |
| I   | пыльца, белки животных и растений, лекарства, органические и неорганические химикаты | процессинг фагоцитами → презентация Т- и B-лимфоцитам → накопление специфичных клонов плазматических клеток → синтез IgE и IgG4 → фиксация иммуноглобулинов на клетках-мишенях (тучные клетки, базофилы) | образование комплекса аллерген—IgE → моментальная дегрануляция клеток-мишеней с выбросом медиаторов аллергии, миграция клеток-мишеней второго порядка (эозинофилы, нейтрофилы, лимфоциты, моноциты) и синтез ими медиаторов | увеличение проницаемости микрососудов, отёк тканей, нарушение микроциркуляции, спазм бронхиол и кишечника, увеличение секреции слизи, повреждение клеток и других структур                                                                           | ECF, NCF, ФНО, ЛТB4, ЛТС4, ЛТD4, кинины, гистамин, серотонин, ПГF2α, ПГD2, ПГD4, ПГI2, TXA2, ИЛ-1, -2, -3, -4, -5, -6, ГМ-КСФ, хемокины, аденозин, γ-ИФН, гидролазы, арисульфатаза, супероксидионы, свободные радикалы, липопероксиды |
| II  | химикаты с незначительной Mr, лекарства содержащие в молекулах атомы металлов, сульфаниламиды, антибиотики, гипотензивные, лизосомальные ферменты, ферменты микроорганизмов, перекиси, свободные радикалы → воздействуя на клеточные мембраны и межклеточное вещество изменяют их антигены, формируя тем самым из них аллергены                                      | мононуклеарные фагоциты презентируют Т- и B-лимфоцитам аллерген (видоизменённые антигены организма) → превращение B-лимфоцитов в плазматические клетки → продукция IgG1, IgG2, IgG3, IgM → образуются комплексы антитело-аллерген на мембране клеток и неклеточных структурах                                                                      | происходит цитолиз клеток и разрушение неклеточных структур двумя вариантами с преимуществом одного из них: комплементзависимое: комплексы антитело-аллерген активируют мембраноатакующий комплекс системы комплемента, который с разной скоростью (в зависимости от конфигурации) повреждает мембрану клетки, что вызывает поступление в неё ионов кальция и натрия, повышение внутриклеточного осмотического давления, гипергидратацию клетки и разрыв цитолеммы, также система комплемента участвует в опсонизации клетки → адгезия фагоцитов к клетке и лизис клетки; антителозависимое: контакт с IgG макрофагов, моноцитов, нейтрофилов, натуральных киллеров и Т-киллеров приводит к секреции ими цитолитических ферментов, свободных радикалов, супероксидионов, которые разрушают и вызывают лизис клетки | воспалительная реакция с гибелью клеток и деструкцией межклеточного вещества, базальных мембран | компоненты комплемента: C2a, C3a, C3b, C4b, C5, C5a, C6, C7, C8, C9, супероксидионы, свободные радикалы, липопероксиды, ферменты Т-киллеров и разрушенных клеток |
| III | растворимые белки: в составе некоторых лекарств (сыворотки, вакцины), насекомых, пыли, аэрозолей, возникающие при бактериальных инфекциях, микозах, паразитарных заболеваниях (простейшие, гельминты), парапротеинемиях, росте опухолей | презентация макрофагами B-лимфоцитам аллергена → секреция B-лимфоцитами преципитирующих IgG и IgM → образование преципитатов (аллерген+антитело) → фиксация образовавшихся преципитатов на стенках капилляров, артериол, венул, базальной мембране гломерул почек, подкожной клетчатке, миокардиоцитах, синовиальных оболочках, суставной жидкости | активация механизмов удаления преципитатов иммунных комплексов → высвобождение медиаторов аллергии → разрушение клеток и других структур → подключение гранулоцитов и мононуклеаров → высвобождение дополнительно медиаторов аллергии и воспаления (хемоаттрактанты, прокоагулянты и т. д.) | острая воспалительная реакция с гибелью клеток и деструкцией неклеточных структур → увеличение проницаемости сосудов, васкулиты, отёк тканей, проникновение иммунных комплексов в ткани, патология микроциркуляции, ишемия, дистрофия, некроз тканей | компоненты комплемента (в том числе в составе мембраноатакующего комплекса): C2a, C3a, C3b, C4b, C5, C5a, C5b, C6, C7, C8, C9, кинины, ФНО, факторы хемотаксиса, стимуляторы фагоцитоза, ЛТB4, ЛТС4, ЛТD4, TXA2, фактор Хагемана, супероксидионы, свободные радикалы, липопероксиды, ферменты фагоцитов и разрушенных клеток, гистамин, серотонин |
| IV  | элементы микроорганизмов (вирусы (в том числе заражённые ими собственные клетки), микобактерии, кокки, одно- и многоклеточные паразиты, гельминты, грибы и т. д.), экзогенные и изменённые эндогенные белки, гаптены: лекарства (β-лактамные антибиотики, анестетики новокаинового ряда и т. д.), низкомолекулярные органические вещества (динитрохлорфенол и т. д.) | презентация макрофагами аллергена Т-лимфоцитам (T-хелперы CD4+, Т-киллеры CD8+, Т-супрессоры) → формирование Т-клеток памяти | бласттрансформация Т-клеток памяти в разные Т-лимфоциты (в основном в киллеры), с их дальнейшей пролиферацией и созреванием сенсибилизированных лимфоцитов → секреция медиаторов, разрушение аллергена с его носителем, вовлечение в процесс мононуклеаров и гранулоцитов, разрушение и удаление инфицированных клеток, альтерация, разрушение и удаление нормальных клеток и неклеточных структур, инфильтрация зоны реакции макрофагами и лейкоцитами, формирование гранулём состоящих из лимфоцитов, мононуклеарных фагоцитов, эпителиоидных и гигантских клеток, фибробластов, синтезированных ими волокон | воспалительная реакция, преимущественно гранулёматозное, нарушение микроциркуляции, капилляротрофическая недостаточность, дистрофия и некроз тканей                                                                                                  | лимфокины (интерфероны, интерлейкины, лимфотоксины, ФНО и т. д.) |

## Причины роста заболеваемости аллергией
В последние десятилетия отмечен выраженный рост заболеваемости аллергией. Существуют различные теории, объясняющие этот феномен:
Гигиеническая гипотеза, выдвинутая в 1989 году Дэвидом Стрэченом, утверждает, что переход к соблюдению норм гигиены предотвращает контакт организма со многими антигенами, что вызывает недостаточную загрузку иммунной системы (в особенности у детей). Поскольку наше тело сконструировано так, что оно должно постоянно противостоять определённому уровню угроз, иммунная система начинает реагировать на безобидные антигены. Теория влияния гигиены была разработана для объяснения причин, по которым дети из многодетных английских семей гораздо реже страдали аллергическим ринитом и экземой, чем единственные дети в семье.
Эпидемиологические данные подтверждают теорию влияния гигиены. Исследования показывают, что различные иммунологические и аутоиммунные заболевания гораздо реже встречаются в странах третьего мира, чем в развитых, и что иммигранты из развивающихся стран в развитые болеют иммунными расстройствами тем чаще, чем больше времени прошло с момента иммиграции. Длительные исследования в развивающихся странах показывают увеличение иммунных расстройств по мере роста благосостояния и, соответственно, чистоты в стране. Приём антибиотиков в первый год жизни связали с частотой появления астмы и других аллергических реакций. Использование антибактериальных чистящих средств и кесарево сечение связаны с частотой появления астмы. Следует помнить, что все эти исследования показывают лишь корреляцию между этими факторами, но не причинно-следственную связь.

### Фаза раннего иммунного ответа (немедленного типа)
Основное различие реакции гиперчувствительности I типа от нормального иммунного ответа на аллерген состоит в чрезмерной секреции IgE плазмоцитами (вместо IgM при первичном контакте с антигеном, либо IgG при повторном контакте с антигеном при нормальном ответе). IgE связываются с Fc-рецептором на поверхности мастоцитов и базофилов, участвующих в развитии острого аллергического ответа.
Чувствительность организма развивается во время связывания первично секретированных IgE с рецепторами Fc на поверхности мастоцитов и базофилов. Последующий контакт с тем же специфическим аллергеном приводит к реактивации синтеза IgE, что служит сигналом к дегрануляции чувствительных мастоцитов и базофилов. Эти клетки выделяют гистамин, лейкотриены и другие медиаторы воспаления (цитокины, интерлейкины и простагландины) в окружающие ткани, вызывая вазодилатацию, секрецию слизи, раздражение нервных окончаний, сокращение гладких мышц в стенках бронхов и так далее. Это проявляется в виде насморка, зуда, одышки, анафилаксии, а также формирования очага воспаления в зоне проникновения аллергена.

### Фаза позднего иммунного ответа (замедленного типа)
После прекращения действия медиаторов воспаления часто развивается фаза позднего иммунного ответа. Она обусловлена миграцией в очаг воспаления различных типов лейкоцитов: нейтрофилов, лимфоцитов, эозинофилов и макрофагов, которые постепенно замещают повреждённые ткани соединительной тканью. Обычно фаза позднего иммунного ответа развивается спустя 4—6 часов после первичной реакции и может продлиться 1—2 дня.

## Клинические проявления
Аллергия характеризуется общим или местным воспалительным ответом на аллергены.
- Сенная лихорадка и луговой дерматит — примеры часто встречающейся лёгкой аллергической реакции. Данным заболеванием страдает большое количество людей. Оно возникает при контакте чувствительного человека с переносимой по воздуху пыльцой. Астматики страдают аллергией, вызванной частицами пыли. Помимо аллергенов из окружающей среды, некоторые медикаменты также могут вызывать аллергические реакции.
- Желудочно-кишечный тракт: тошнота, отрыжка, рвота, кишечные шумы, диффузные спастические боли в животе, метеоризм, поносы, нарушение секреции желудочного сока, кратковременные гиперемия и отёки слизистой оболочки желудка (по данным гастроскопии), изменения рельефа, тонуса и моторики желудка, выявляемые при использовании рентгеноконтрастных средств. При гистологических исследованиях выявляют поверхностный гастрит, в некоторых случаях сочетанный с отёком и эозинофильной инфильтрацией.
- Ротовая полость: афтозные стоматиты (повреждение слизистой оболочки ротовой полости)
- Сердечно-сосудистая система: аллергический острый коронарный синдром (синдром Коуниса)[31]

## Осложнения
Редко при анафилактическом шоке возникает отёк головного мозга и лёгких — это может привести к летальному исходу.

## Лечение аллергии
Лечение аллергии направлено на специфическую (против конкретного аллергена) и неспецифическую гипосенсибилизацию организма.

### Иммунотерапия

#### Аллерген-специфическая иммунотерапия (АСИТ)
Специфическая гипосенсибилизация — специфические формы иммунотерапии, при которой пациент постепенно вакцинируется нарастающими дозами специфического антигена. Это может привести как к снижению тяжести, так и к стойкой ремиссии гиперчувствительности. Суть метода состоит в стимуляции секреции IgG («блокирующие антитела»), которые связывают попавший в организм антиген до того, как он прореагирует с IgE (антитела, включающие воспалительные процессы), секретируемыми в избытке при гиперчувствительности I типа, и тем самым предотвращают развитие аллергической реакции. Риском является возможность развития у пациента анафилактического шока во время проведения вакцинации. Расширение спектра действующих на пациента антигенов (аллергенов) требует проведения нового курса иммунотерапии с новыми антигенами (аллергенами).
Такие инъекции делаются регулярно, при этом дозу постоянно увеличивают. При проведении иммунотерапии в течение нескольких месяцев 2 раза в неделю следует посещать врача. Доза препарата повышается с каждым разом до тех пор, пока не установится точная доза лекарства. Если инъекции помогают, то посещение врача должно быть каждые 2—4 недели в течение нескольких лет. В это время симптомы аллергии будут более слабыми, менее частыми и аллергия может совсем пройти.

#### Омализумаб
Другая форма иммунотерапии включает внутривенные инъекции моноклональных антител анти-IgE, которые связывают свободные IgE и IgE на поверхности В-лимфоцитов, что служит сигналом к разрушению IgE. Они не связываются с IgE, фиксированными на поверхности базофилов и мастоцитов посредством Fc-рецепторов, в противном случае они вызвали бы развитие аллергической реакции. Первым агентом из этой группы является омализумаб (omalizumab).

### Лекарственные препараты
Для оказания помощи и в лечении аллергии применяются десенсибилизирующие средства, в частности антигистаминные препараты.
Для лечения пищевой и лекарственной аллергии могут использоваться энтеросорбенты (Код АТХ A07B Адсорбирующие кишечные препараты). Современная энтеросорбция разрешена беременным и кормящим женщинам, её активно используют, в том числе и для лечения и профилактики аллергических заболеваний у этой уязвимой группы.